# UK2020
UK2020 était un groupe de pression et Think tank anglais, classé à droite sur l'échiquier politique (tendance libertarienne) et climatosceptique, fondé en 2014 par Owen Paterson (ancien secrétaire à l'environnement) proche du mouvement américain Tea Party.

## Objectifs
Ce groupe a produit des recommandations politiques, incluant :
- « une politique énergétique solide et sensée qui encouragerait le marché à choisir des technologies abordables pour réduire les émissions », technologies comprennent selon ce groupe le gaz de schiste et de petits réacteurs nucléaires modulaires[2].
- une suppression des réglementations et subventions destinées à lutter contre le changement climatique dans le secteur de l'énergie[2].

## Conseillers politiques d'UK2020
Ils comprenaient notamment, :
- Matt Ridley, qui était aussi membre du GWPF (Global Warming Policy Foundation), groupe installé dans les bureaux voisins dans la même maison du « groupe des neuf entités », au 55 Tufton Street ;
- Tim Montgomerie, fondateur du site Web conservateur (ConservativeHome), et ancien chercheur principal d'un autre Think-tank conservateur, le Legatum Institute.